# Pierre Thouéry
Pierre Thouéry était un magistrat consulaire français, figure de la vie économique du Languedoc du début du XXe.

## Notice biographique

### L'entrepreneur
Issu d’une ancienne lignée de marchands et de juristes originaire du Rouergue où elle est connue depuis le XIVe siècle, il naît en 1858 à Lauzerville, en Haute-Garonne. Jeune homme, il effectue quatre années de service dans la cavalerie, au 24e régiment d'artillerie à cheval, basé à Tarbes, et envisage un temps une carrière militaire. Son père, associé à la famille de Boussac et propriétaire de barges, était à la tête d’une activité de transport sur les voies d’eau de la région, que son fils poursuivit et compléta par le négoce de grains. Reprenant un fonds de commerce de sa belle-famille, Pierre Thouéry fonda ensuite la maison Lacaze-Thouéry, installée au port Saint-Sauveur, quartier marchand historique de Toulouse, sur le canal du Midi. Entrepreneur talentueux, ses affaires prennent une tournure considérable dans les années 1890 à 1910, où il fournit régulièrement l’armée et crée une fabrique de produits confits. L’industriel Cormouls-Houlès dira plus tard que sa maison de commerce est « l’une des premières de la place de Toulouse ». En 1909, on note qu'un ancien ouvrier le poursuit en justice, opposant sa qualité d’illettré au congédiement dont il avait fait l’objet en application d’un règlement d’atelier qu’il ne pouvait lire, et la Cour de cassation, à la surprise générale, confirme la condamnation de Thouéry, durcissant ainsi notablement les contraintes des employeurs de l’époque.

### Fonctions officielles
Négociant accompli, il met progressivement ses qualités au service de l’intérêt général, à la tête de la fédération des syndicats professionnels du Sud-Ouest et comme administrateur de nombreux organismes. En tant qu'ancien officier d'administration de la 17e région militaire, il contribue pendant la Première Guerre mondiale à la mise en place de l'effort de guerre languedocien et organise une souscription en vue de doter l’armée de l’air d’un avion aux couleurs de la ville. Juge au Tribunal de Commerce de Toulouse pendant quinze ans, il en sera aussi président de 1920 à 1922. D’autres responsabilités l’attendent encore : en 1924, estimé du ministre des Finances Clémentel, il devient le premier président du Comité des Conseillers du Commerce Extérieur de la IXème région économique et en cette qualité vice-président du Comité National. Sous son impulsion, et alors que cette institution relativement récente a toute la faveur du gouvernement, la fiscalité de certaines productions régionales est assouplie, des études économiques inspirées des pratiques anglo-saxonnes sont menées, toujours afin de renforcer la capacité d’export du territoire.

### Élu local
Par ailleurs engagé en politique, il fut, dès 1896 puis en 1912, candidat aux élections municipales de Toulouse sur les listes libérales, devancées à chaque fois par les radicaux socialistes. Néanmoins élu maire de Garidech en 1921, il occupa cette fonction jusqu’en 1929.

### Distinctions et fin de vie
Acteur important de la vie publique toulousaine, ses mérites seront récompensés en 1928 par la Légion d’honneur. Il s’éteint en 1938 dans sa propriété de Garidech où il s’était retiré, et repose au cimetière de Terre-Cabade.
 Chevalier de la Légion d'honneur

 Médaille d'Argent de la Mutualité